# Gynacantha usambarica
Gynacantha usambarica – gatunek ważki z rodziny żagnicowatych (Aeshnidae). Występuje w Afryce Subsaharyjskiej; potwierdzony zasięg rozciąga się od Kenii przez Tanzanię, Malawi i Mozambik po wschodnią RPA, niepotwierdzone stwierdzenia także z innych rejonów Afryki Subsaharyjskiej.
W RPA imago lata od listopada do końca kwietnia. Długość ciała 64–65 mm. Długość tylnego skrzydła 45 mm.